# Bryan Dabo
Bryan Dabo (ur. 18 lutego 1992 w Marsylii) – burkiński piłkarz występujący na pozycji pomocnika w tureckim klubie Çaykur Rizespor. Zawodnik posiada także paszporty francuski oraz malijski.

## Kariera klubowa
Wychowanek Montpellier HSC zadebiutował w Ligue 1 15 maja 2010 roku w wygranym 3:1 meczu przeciwko Paris SG. Profesjonalny kontrakt podpisał jednak dopiero 7 czerwca 2012 roku. Związał się z Montpellier umową na okres 3 lat. Zimą 2014 roku został wypożyczony do końca sezonu do Blackburn Rovers. Nie zaliczył tam jednak żadnego meczu ligowego i po zakończeniu sezonu wrócił do Montpellier. W sezonie 2014/2015 również na początku był rezerwowym potem skorzystał jednak z wyjazdu Siaka Tiéné na Puchar Narodów Afryki i zaczął występować w pierwszym składzie. 7 lutego 2015 roku w meczu przeciwko Lille OSC zdobył pierwszą bramkę w lidze.
24 czerwca 2016 roku został nowym piłkarzem AS Saint-Étienne. 27 lipca zadebiutował w meczu eliminacji do Ligi Europy przeciwko AEK Ateny. W lidze na pierwsze trafienie czekał aż do 19 sierpnia 2017 roku, kiedy to dwukrotnie wpisał się na listę strzelców w meczu przeciwko Amiens SC.
30 stycznia 2018 roku ACF Fiorentina wykupiła zawodnika za kwotę 3 milionów Euro. Kontrakt podpisany został do 30 czerwca 2021 roku.

## Kariera reprezentacyjna
Dabo był uprawniony do gry w barwach trzech reprezentacji: Francji (miejsce urodzenia), Mali (kraj pochodzenia matki), Burkina Faso (kraj pochodzenia ojca). W kategoriach młodzieżowych zaliczył jeden mecz dla reprezentancji Francji U-21. W 2016 roku dostał powołania zarówno z Mali jak i z Burkina Faso. 22 marca 2018 roku zadebiutował w barwach Burkina Faso. 9 października 2020 roku w towarzyskim meczu przeciwko DR Kongo zdobył debiutancką bramkę w kadrze.

## Sukcesy

### Montpellier
- Ligue 1: 2011/12